# Verklag mich doch!

Logo der Serie (2011–2014)

Verklag mich doch! ist eine Rechtsstreit-Pseudo-Doku-Soap, welche von 2011 bis 2014 bei VOX ausgestrahlt wurde und seit 2023 auf dem Fernsehsender RTL gezeigt wird.

## Inhalt
In jeder Episode der Sendung wird ein einzelner Streitfall behandelt. Bei diesem handelt es sich um vorgebliche Alltagssituationen wie Streitigkeiten in der Nachbarschaft oder auf der Arbeitsstelle, aus denen zumeist strafrechtliche und/oder zivilrechtliche Konsequenzen entstehen.
Im Vorspann werden zunächst die Ausgangssituation, die beteiligten Personen und das Hauptthema kurz vorgestellt. Im Anschluss erfolgt die ausführliche Darstellung des Streitfalles sowie verschiedener Entwicklungen und Nebenhandlungen, die sich thematisch teils deutlich von der eigentlichen Problematik abheben können. In der Regel verlaufen die einzelnen Episoden nach dem Schema, dass der Protagonist in diverse Probleme verwickelt wird und zunächst ungerechtfertigte (juristische) Nachteile in Kauf nehmen muss, bevor sich die Situation für den Protagonisten langsam zum Positiven wendet und die tatsächlichen Verantwortlichen überführt werden können. Im Abspann werden schließlich die juristischen Folgen für alle Beteiligten geschildert.
Wichtige Geschehnisse und Handlungen werden dabei in Einblendungen von einem der Anwälte Karsten Dusse, Matthias Klagge oder Funda Bıçakoğlu aus juristischem Blickwinkel kommentiert. In der Neuauflage bewerten zudem Ulrike Tašić  und Christopher Posch die jeweiligen Fälle.

## Konzept
Analog zu anderen Scripted Reality-Formaten sind auch die in Verklag mich doch! dargestellten Fälle allesamt fiktiv und die handelnden Personen frei erfunden, wobei Letzteres auch am Ende jeder Episode in einem Text eingeblendet wird. Die Handlungen werden nach einem genauen Drehbuch von Laiendarstellern gespielt. Beim Zuschauer soll durch Zulassen von Versprechern, Sprechpausen oder Durcheinanderreden der Eindruck erweckt werden, es handele sich um eine normale Doku-Soap. Einzig bei den oben genannten Anwälten handelt es sich um reale Personen und tatsächliche Juristen.

## Produktion und Ausstrahlung
Die Sendung wurde am 28. November 2011 erstmals vom deutschen Privatsender VOX ausgestrahlt. Die Produktion der Sendung wurde 2013 eingestellt; bis Mitte 2014 wurden noch die bereits vorproduzierten Episoden ausgestrahlt. Auf VOXup werden heute noch Wiederholungen gesendet. Seit dem 2. Oktober 2023 läuft eine Neuauflage der Serie im Nachmittagsprogramm von RTL.

### Ableger
Im Jahr 2012 startete VOX die Serie Hilf mir doch! als Ableger.